# Řád osvoboditele otroků José Simeóna Cañase
Řád osvoboditele otroků José Simeóna Cañase (španělsky Orden del Libertador de los Esclavos José Simeón Cañas) je státní vyznamenání Salvadoru založené roku 1966. Udílen je občanům Salvadoru i cizím státním příslušníkům.

## Historie a pravidla udílení
Řád byl založen dne 19. října 1966. Udílen je občanům Salvadoru i cizím státním příslušníkům, kteří se vyznamenali v humanitní, sociální, vědecké, vzdělávací či filantropické oblasti. Udílen je také jako důkaz vděčnosti národa. Velmistrem řádu je úřadující prezident Salvadoru, který z moci úřední získává řád ve třídě řetězu. Kancléřem řádu je ministr zahraničních věcí. V systému salvadorských vyznamenání se tento řád nachází za Řádem José Matíase Delgada. V případě odsouzení za trestný čin či za jakýkoliv akt proti vlasti či se čin neslučuje se symbolikou řádu může být řád odebrán.

## Třídy
Řád je udílen v pěti třídách:
- řetěz – Tato třída je udílena hlavám států či významným národním i zahraničním osobnostem.
- rytíř velkokříže
- velkodůstojník
- komtur
- rytíř

## Insignie
Řádový odznak se skládá ze zlatého řetízku s vavřínovými věnci zakončený medailí se zavěšeným odznakem.
Řádový odznak má tvar modrého, bíle lemovaného kříže se zlatým medailonem uprostřed. V medailonu je portrét José Simeóna Cañase.
Řádová hvězda se v závislosti na třídě skládá ze zářící zlaté či stříbrné hvězdy uprostřed níž je položen řádový odznak.
Stuha je modrá s bílým pruhem na obou stranách. Barevně tak odpovídá barvám státní vlajky.